# Schijncipres
Schijncipres (Chamaecyparis) is een geslacht uit de cipresfamilie (Cupressaceae). Er is nooit exacte overeenstemming geweest of dit geslacht bestaansrecht heeft, alhoewel de meeste auteurs dit wel degelijk erkennen. Zie ook cipres.

## Soorten
Tot de soorten uit het geslacht Chamaecyparis behoren:
- Chamaecyparis formosensis, van Taiwan
- Chamaecyparis lawsoniana, de Californische cipres
- Chamaecyparis nootkatensis, de Nootkacipres, een andere Amerikaanse soort
- Chamaecyparis obtusa, afkomstig uit Japan
- Chamaecyparis pisifera, eveneens uit Japan
- Chamaecyparis taiwanensis, uit Taiwan
- Chamaecyparis thyoides, uit het oosten van de Verenigde Staten

## Externe link

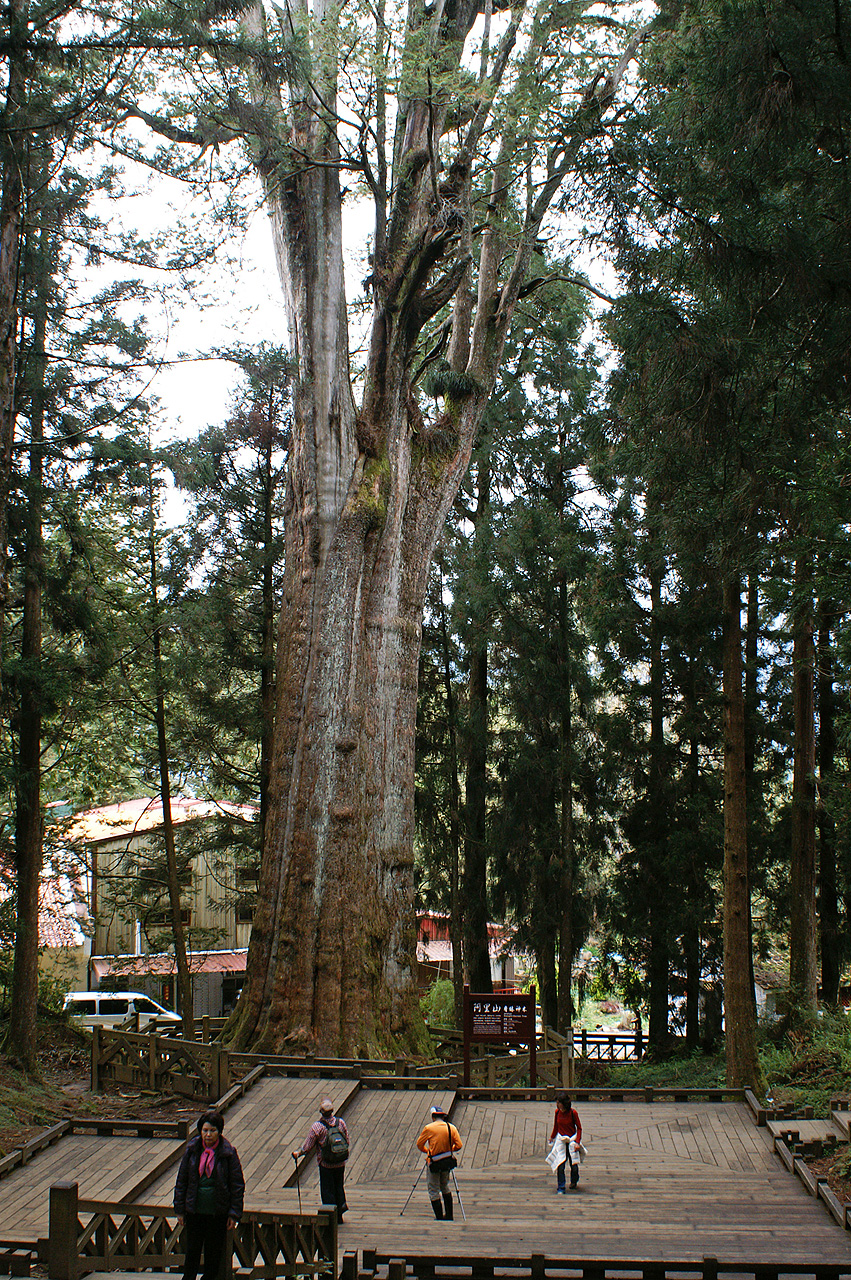
Chamaecyparis formosensis